# Cheyletidae
Famille
Les Cheyletidae sont l'une des nombreuses familles d'acariens. Les espèces du genre Cheyletiella provoquent la cheyletiellose, une maladie parasitaire chez le lapin, le chat ou le chien.

## Liste des tribus
Acaropsellini - Bakini - Cheletogenini - Cheletosomatini - Chelonotini - Cheyletiini - Cheyletiellini - Cheyletini - Cheletomorphini - Criokerontini - Metacheyletiini - Niheliini - Ornithocheyletiini - Teinocheylini - incertae sedis